# シュタイナー・アー川
シュタイナー・アー川（シュタイナー・アーがわ、独: Steiner Aa）は、スイスのシュヴィーツ州を流れる16kmの川。ライン川の源流の一つ。

## 概要
シュタイナー・アー川は、ホッホシュトゥックリ山の北西山麓にあるフントショッテン（Hundschotten）に発し（標高1,473m）、ローテントゥルム、ザッテル、シュタイネンを通ってアーツォフ（Aazopf）でラウエルツ湖に注ぐ。

1940年のシュタイナー・アー川

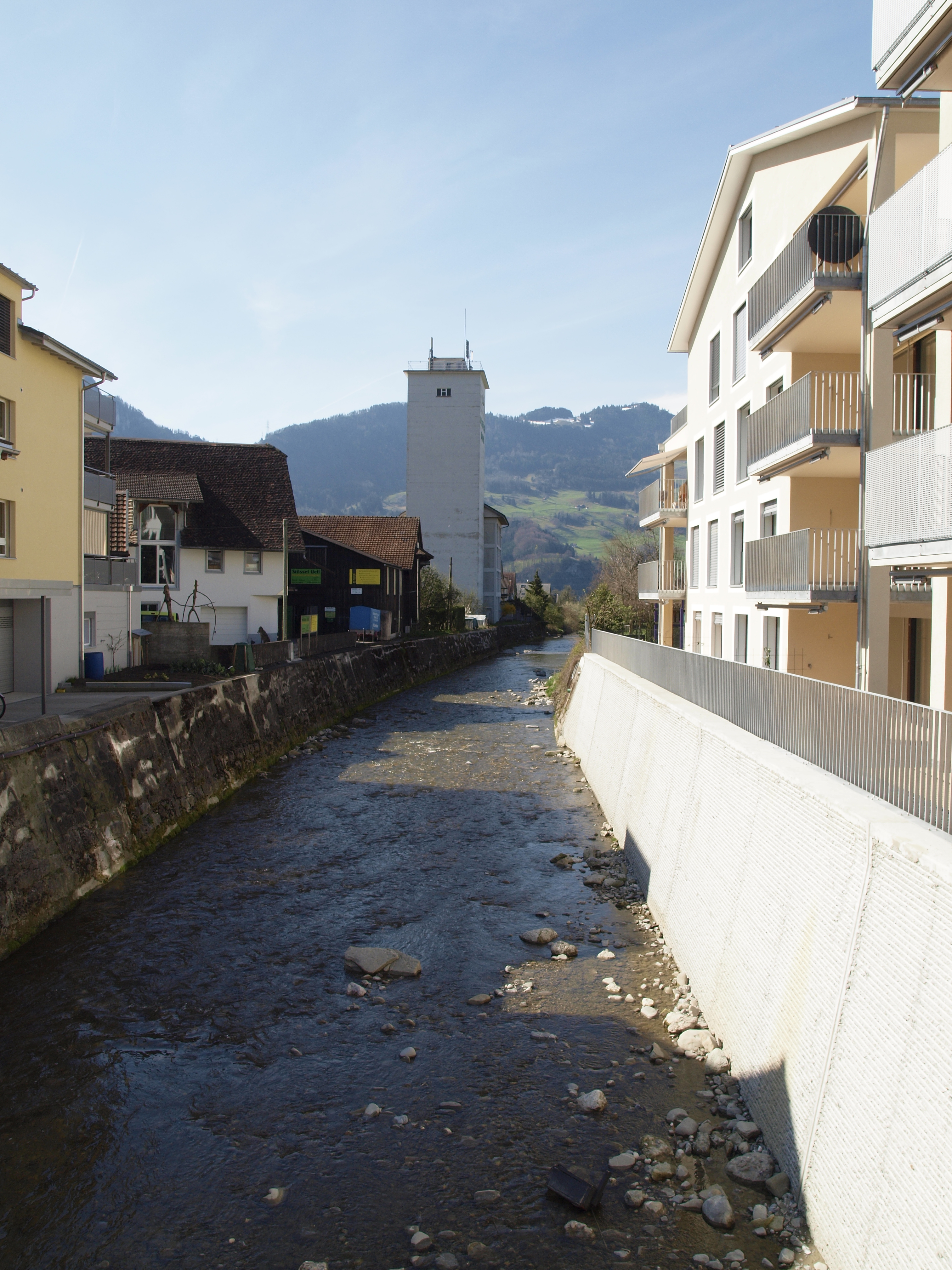
シュタイネンの町を流れるシュタイナー・アー川

シュタイネンでは水路が接続されて、フラウホルツ工業地帯（Industriezone Frauholz）に用水を供給している。
ラウエルツ湖からはゼーヴェレン川の名称でシュヴィーツ市ゼーヴェンで流れ出て、1.5km下流でムオータ川に合流する（標高438m）。ムオータ川はルツェルン湖に注ぎ、ルツェルン湖からロイス川として流れ出てアーレ川と合流し、さらにライン川へと流れ込んで北海に注ぐ。